# Hebron, New Hampshire
Hebron är en kommun (town)  i Grafton County i delstaten New Hampshire, USA med 602 invånare (2010).

## Kända personer från Hebron
- Austin F. Pike, politiker